# Мечеть Кук

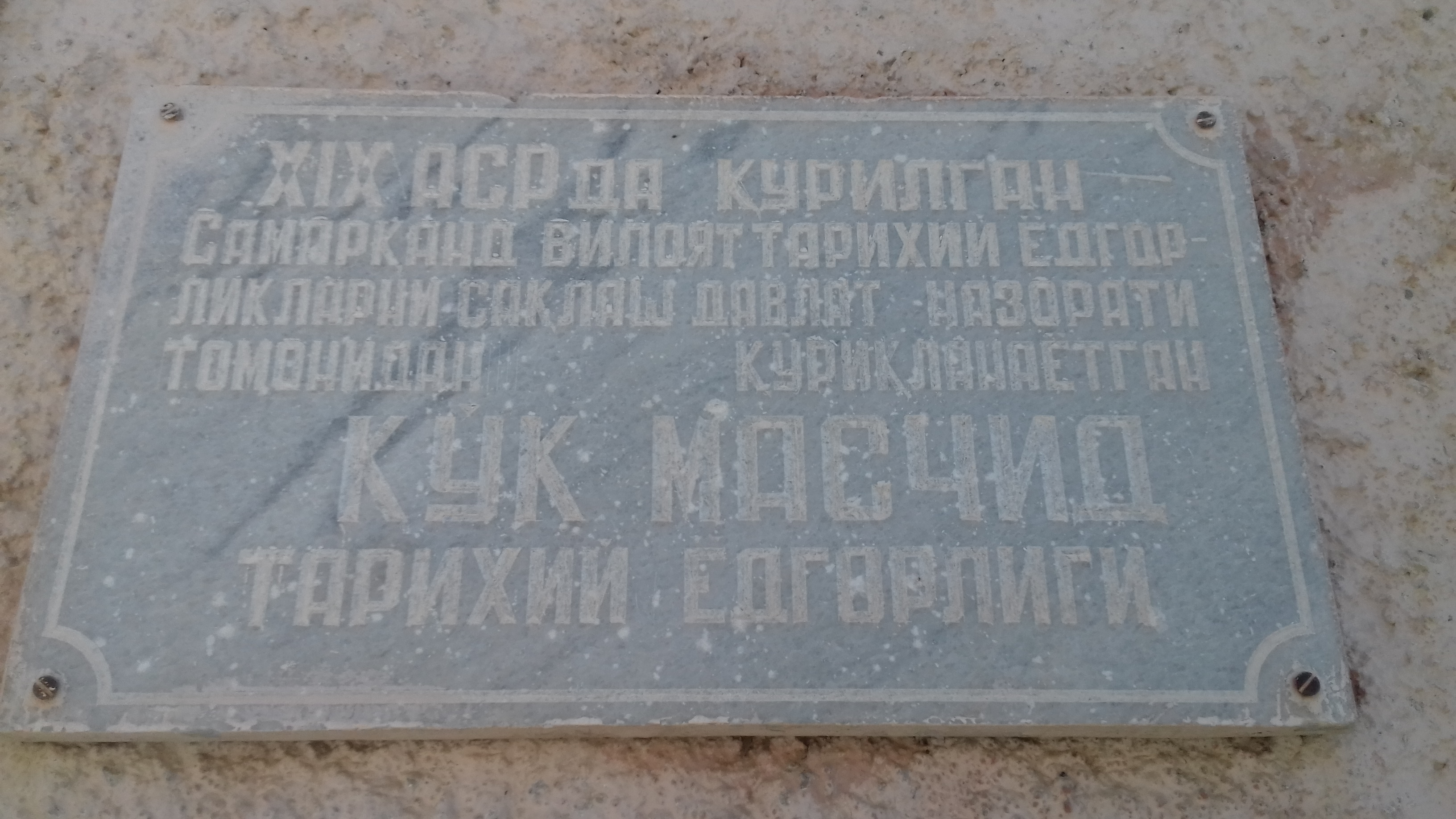
Табличка у мечеті

Мече́ть Кук, Блакитна (або зелена) мечеть узб. Koʻk masjidi / Кўк масжиди ; тадж. Масҷиди Кӯк, найбільш відомий серед народу як Кук-мечеть (узб. Koʻk masjid / Кўк масжид; тадж. Кӯк масҷид) — нині недіюча невелика махалінська (квартальна) мечеть у Самарканді, побудована в XIX столітті, на місці давнішої мечеті.
Знаходиться в історичному центрі так званого старого міста, за 350 метрів на північний захід від площі та ансамблю «Регістан», усередині території махаллі, і навколо оточений приватними будинками-дворами.
Нині є недіючою мечеттю, і станом на серпень 2018 перебуває в обшарпаному стані. Мечеть є невеликою будівлею, з двох сторін якої має айван з дев'ятьма дерев'яними різьбленими колонами, і поряд має невелику допоміжну будівлю, в якій на невеликій висоті знаходиться спеціальне місце для муедзіна. Знаходиться у досить великому дворі, де є невеликий хауз.
Разом з рештою архітектурних, археологічних, релігійних і культурних пам'яток Самарканда входить до списку Всесвітньої спадщини ЮНЕСКО під назвою «Самарканд — перехрестя культур».